# EGO (motor de jogo)
Ego Game Technology Engine (também conhecido como Ego Engine ou EGO, estilizado ego) é um motor de jogo desenvolvido pela Codemasters.
Ego é uma versão modificada da Neon game engine que é usada em Colin McRae: Dirt que foi desenvolvida pela Codemasters e pela Sony Computer Entertainment usando a PhyreEngine.
A Ego engine foi desenvolvido para tornar os danos e a física mais detalhados (como visto em Dirt 2) bem como tornar ambientes de larga escala (como aqueles em  Operation Flashpoint: Dragon Rising).

## Jogos usando a Neon engine
- Colin McRae: Dirt (2007)

## Jogos usando a EGO engine

### v1.0
- Race Driver: Grid (2008)
- Colin McRae: Dirt 2 (2009)
- Operation Flashpoint: Dragon Rising (2009)
- Bodycount (2011)

### v1.5
- F1 2010 (2010)

### v2.0
- Operation Flashpoint: Red River (2011)
- Dirt 3 (2011)
- F1 2011 (2011)
- DiRT: Showdown (2012)
- F1 2012 (2012)
- F1 Race Stars (2012)

### v2.5
- Dirt Rally (2015)

### v3.0
- Grid 2 (2013)
- F1 2013 (2013)
- Grid Autosport (2014)
- F1 2014 (2014)

### v4.0
- F1 2015 (2015)
- F1 2016 (2016)
- F1 2017 (2017)
- DIRT 4 (2017)
- F1 2018 (2018)
- F1 2019 (2019)
- Dirt Rally 2.0 (2019)